# Еблаитски език
Еблаитският език е древен изчезнал семитски език, който се е говорел в средата на 3-то хилядолетие преди новата ера в древния град Ебла, сега Тел-Мардик (تل مرديخ), намиращ се между Халеб и Хама на територията на Древна Сирия.
Съществуването на езика става известно от около 5000 глинени плочки, написани с клинопис, и разкрити при археологическите разкопки между 1974 и 1976 г. в руините на древния град. Плочките са разчетени от италианския лингвист и специалист по древни езици Джовани Петинато.
Еблаитският е спорно класифициран като източносемитски език, сходен на акадския. Във всички случаи еблаитския е палеохаански и родоначалник на западносемитските езици.